# Trashigang
Trashigang è una città nella parte est del Bhutan ed è la capitale del distretto di Trashigang.
Si estende nella parte est della valle attorno al fiume Drangme-chu, appena più a sud dove si unisce con il fiume Gamri.
Secondo il censimento del 2005 la popolazione era di 2.383 abitanti.
Dal 2009 è in costruzione l'aeroporto di Yongphulla, per migliorare il traffico aereo.